# 三輪氏小瓢葉蚤
三輪氏小瓢葉蚤（学名：Halticorcus miwai）为金花蟲科小瓢葉蚤屬下的一个种。